# Famiglia di Milwaukee
La famiglia di Milwaukee o famiglia Balistreri è una famiglia mafiosa con sede a Milwaukee, nel Wisconsin. Era considerata un ramo della Chicago Outfit.
Il suo capo più influente era Frank Balistreri, che era coinvolto nella "scrematura" dei casinò di Las Vegas.
La famiglia oggi è considerata estinta e Frank Balistreri è morto nel 1993, lasciando alla Chicago Outfit il controllo di alcuni racket della zona.

## Boss
- 1918-1921 — Vito Guardalabene — morto per cause naturali il 6 febbraio, 1921[1]
- 1921-1927 — Peter Guardalabene[1]
- 1927 — Joseph Amato — morto per cause naturali il 28 marzo 1927.[1]
- 1927-1949 — Joseph Vallone
- 1949-1952 — Salvatore "Sam" Ferrara
- 1952-1961 — John Alioto[1]
- 1961-1993 — Frank "Mr. Big" Balistrieri — in carcere dal 1967 al giugno 1971. 
  - Acting 1967-1971 — Joseph "Joey Bal" Balistrieri Sr
  - Acting 1983-1993 — Peter "Pete Bal" Balistrieri[1]
- 1993-1997 — Peter "Pete Bal" Balistrieri — morto per cause naturali il 17 agosto 1997 [1]
- 1997–2014 — Joseph "Joe Camel" Caminiti morto nel gennaio 2014.[1]
- 2014 - 2024 - Peter 'pitch' Picciurro

### Consigliere
2014 - 2024 - John "Johnny Bal" Balistrieri

### Soldati
- Aaron "Blue Eyes" Getrieri